# Nanny 911
Nanny 911 is een Amerikaanse opvoedprogramma van FOX dat sinds 3 november 2004 wordt uitgezonden. In dit televisieprogramma gaan drie Britse nanny's een gezin helpen met kinderen die moeilijk behandelbaar zijn.

## Format
Aan het begin van elke uitzending kiest een hoofdnanny een van de drie nanny's (Deborah Carroll, Stella Reid of Yvonne Finnerty) die het gezin gaat helpen. Dit wordt bepaald nadat ze een filmpje van het gezin hebben gezien.
Deze nanny gaat naar het gezin en probeert ze in een week te helpen. De dag van aankomst wordt er vooral door de nanny geobserveerd bij de kinderen wat ze de hele dag doen. Bij dit proces worden ook de ouders gevolgd. Deze zijn soms ook aansprakelijk bij het gedrag van de kinderen. Na enkele dagen wordt er een daglijst opgesteld die ze elke dag moeten volgen. Hierdoor zullen de kinderen een vast patroon krijgen waardoor ze rustiger en zekerder zijn.
Na de week verlaat de nanny het huis en laat zij een cadeautje achter voor het gezin.

## Trivia
- In de South Park aflevering Tsst werd nanny Stella op de hak genomen.
- In België wordt op VIJFtv het programma onder dezelfde naam uitgezonden,[1] in Nederland wordt het programma onder de naam De Opvoedpolitie uitgezonden.
- Van Nanny 911 is een boek uit.